# Войцик, Нина Борисовна
Нина Борисовна Войцик (Чеблакова; 22 августа 1923 — 1 января 1987, Москва) — советская шахматистка, мастер спорта СССР (1954) среди женщин. По профессии — библиотекарь.

## Биография
Выступала за московский «ЦДСА».
Многократная победительница первенств Москвы (1947, 1954, 1957 и 1959 — 1—2) и ЦС ДСО «Спартак» (1951, 1954, 1956, 1960, 1961). С 1945 участвовала в 12-ти первенствах СССР (VI, VIII, XII—XVII, XIX, XXI, XXVI—XXVII; лучшие результаты: в XIII — 6—7, XVI — 6, XIX — 7—9, XXI — 7—8, XXVII — 5—10).
В составе сборной Москвы победитель 6-го командного чемпионата СССР (1959), в 1960 году стала серебряным призёром данного соревнования. 
В составе ДСО Спартак победитель 2-го Командного кубка СССР (1954), показав лучший результат на 1-й женской доске. Годом ранее Н. Войцик стала серебряным призёром данного соревнования, показав 2-й результат на 2-й женской доске. 
Успешно выступала в матче шахматисток СССР — Чехословакия (1954).
В 1939 году Нина Чеблакова победила в сеансе Сэмюеля Решевского, на тот момент одного из сильнейших шахматистов мира.

## Спортивные достижения
| Год       | Город          | Турнир                                                                             | + | − | = | Результат | Место  |
| --------- | -------------- | ---------------------------------------------------------------------------------- | - | - | - | --------- | ------ |
| 1945      | Москва         | 9-е первенство Москвы                                                              | 4 | 4 | 2 | 5 из 10   | 3      |
|           | Москва         | 6-й чемпионат СССР                                                                 | 1 | 4 | 4 | 3 из 9    | 9      |
| 1946      | Москва         | 10-е первенство Москвы                                                             | 6 | 1 | 6 | 6½ из 13  | 8—9    |
| 1947      | Москва         | 11-е первенство Москвы                                                             | 8 | 2 | 3 | 9½ из 13  | 1—2    |
| 1947/1948 | Москва         | 8-й чемпионат СССР                                                                 | 5 | 6 | 4 | 7 из 15   | 10     |
| 1949      | Москва         | 13-е первенство Москвы                                                             | 5 | 1 | 7 | 8½ из 13  | 2      |
| 1950      | Москва         | 14-е первенство Москвы                                                             | 9 | 2 | 2 | 10 из 13  | 2      |
| 1952      | Тбилиси        | 12-й чемпионат СССР                                                                | 5 | 7 | 5 | 7½ из 17  | 10—12  |
| 1953      | Ростов-на-Дону | 13-й чемпионат СССР                                                                | 7 | 3 | 7 | 10½ из 17 | 6—7    |
| 1954      | Краснодар      | 14-й чемпионат СССР                                                                |   |   |   | из        | Выбыла |
| 1955      | Сухуми         | 15-й чемпионат СССР                                                                |   |   |   | 6 из 19   | 17—18  |
| 1956      | Днепропетровск | 16-й чемпионат СССР                                                                |   |   |   | 10 из 17  | 6      |
| 1957      | Вильнюс        | 17-й чемпионат СССР                                                                |   |   |   | 8½ из 17  | 8—10   |
| 1959      | Москва         | 6-е первенство СССР между командами союзных республик Группа А (за команду Москвы) |   |   |   | из        | 1      |
|           | Липецк         | 19-й чемпионат СССР                                                                |   |   |   | 9½ из 18  | 7—9    |
| 1960      | Москва         | 7-е первенство СССР между командами союзных республик Группа А (за команду Москвы) |   |   |   | из        | 2      |
| 1962      | Ереван         | 21-й чемпионат СССР                                                                |   |   |   | 10½ из 19 | 7—8    |
| 1966      | Киев           | 26-й чемпионат СССР                                                                |   |   |   | 8½ из 19  | 11—14  |
| 1967      | Сочи           | 27-й чемпионат СССР                                                                |   |   |   | 8½ из 13  | 5—10   |